# پارک سوک جین
پارک سوک جین (انگلیسی: Park Seok-jin؛ زادهٔ ۱۹ ژوئیهٔ ۱۹۷۲) بازیکن بیس‌بال اهل کره جنوبی است.